# Saint-Maurice-sur-Adour
Saint-Maurice-sur-Adour is een gemeente in het Franse departement Landes (regio Nouvelle-Aquitaine) en telt 582 inwoners (2005). De plaats maakt deel uit van het arrondissement Mont-de-Marsan.

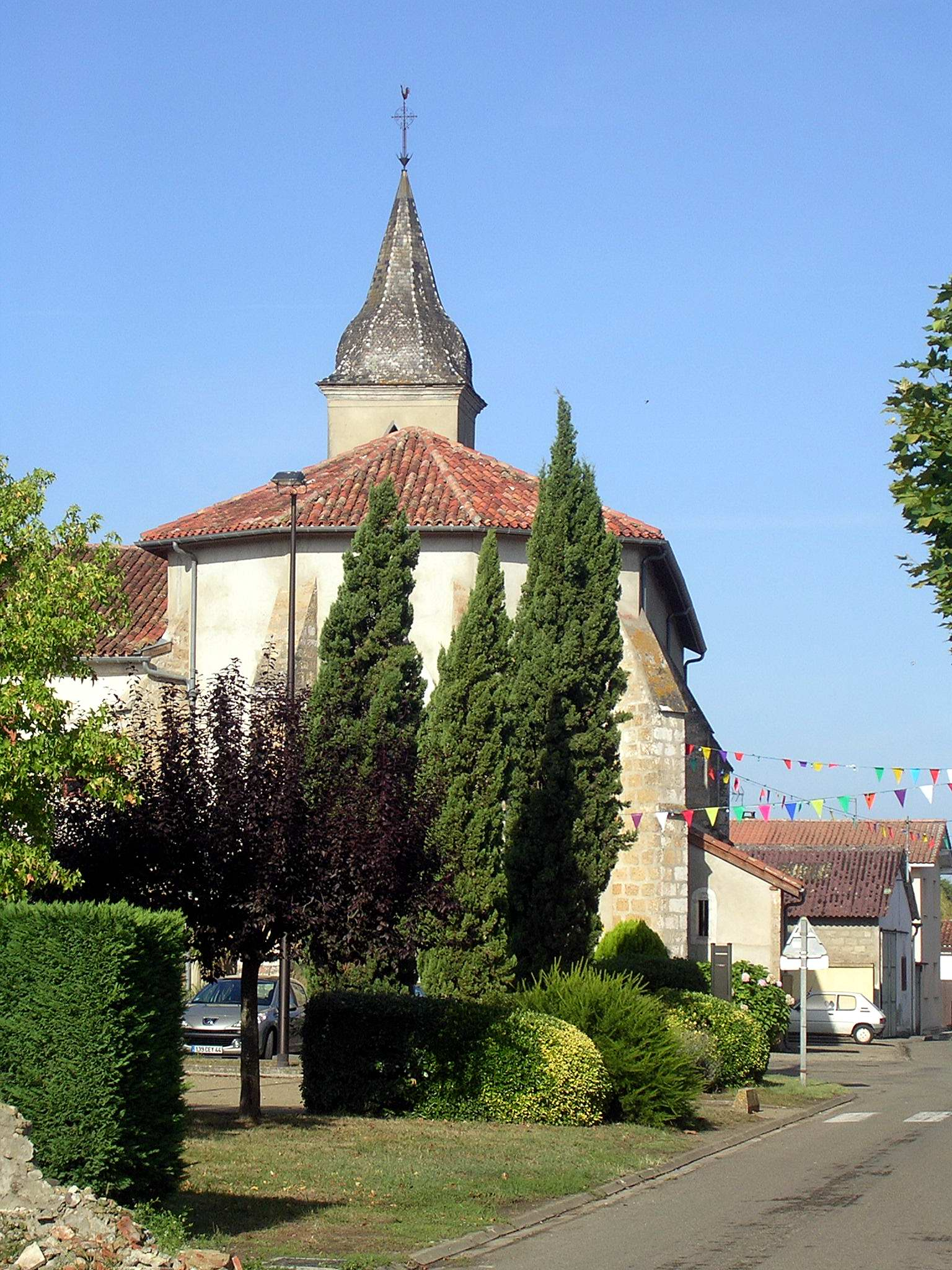
Kerk van Saint-Maurice-sur-Adour
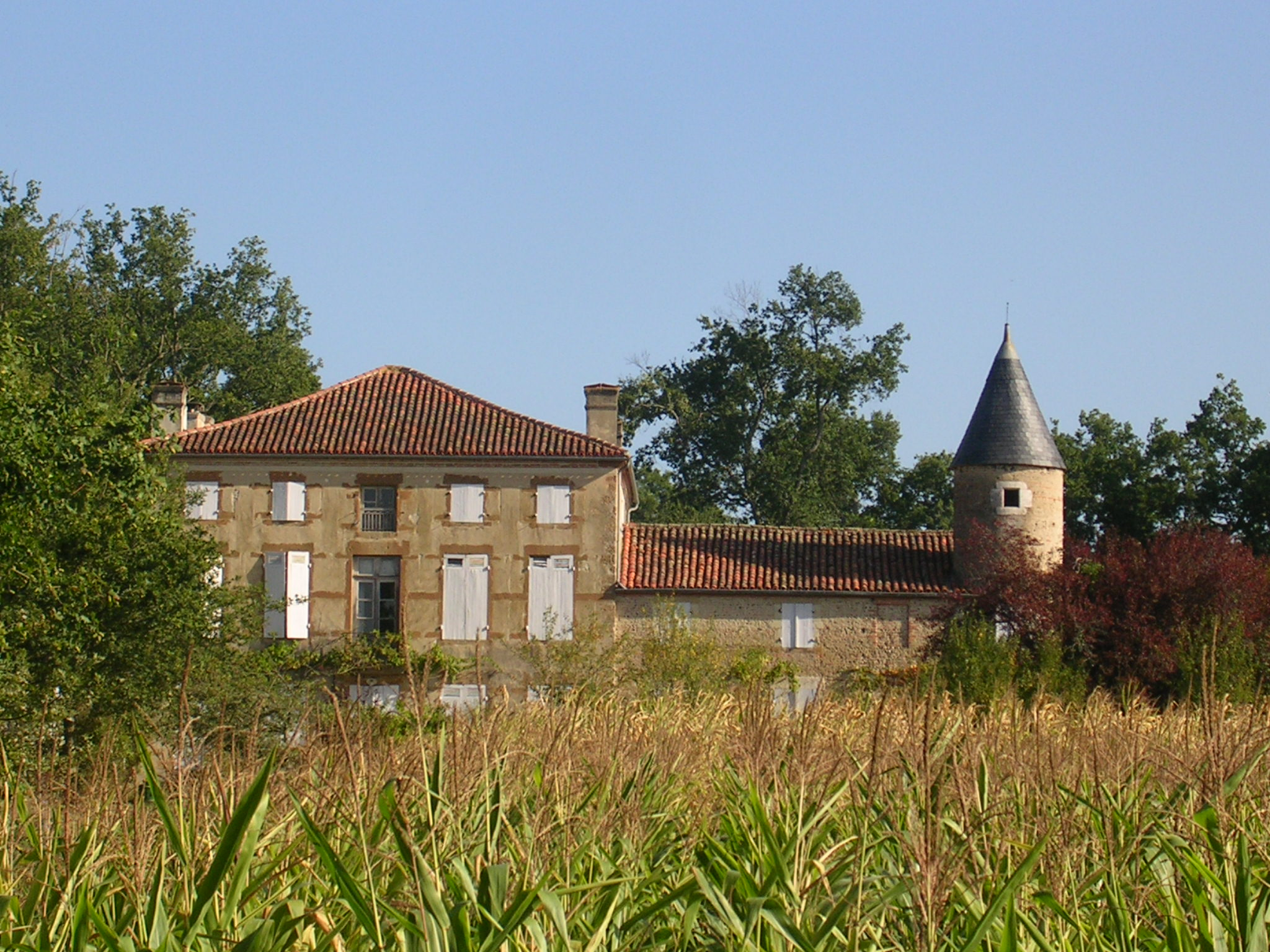
Château Lobit

## Geografie
De oppervlakte van Saint-Maurice-sur-Adour bedraagt 9,6 km², de bevolkingsdichtheid is 60,6 inwoners per km².
De onderstaande kaart toont de ligging van Saint-Maurice-sur-Adour met de belangrijkste infrastructuur en aangrenzende gemeenten.

## Demografie
Onderstaande figuur toont het verloop van het inwonertal (bron: INSEE-tellingen).